# Luqmanul Hakim Khairul Akmal
Luqmanul Hakim Khairul Akmal (* 25. Januar 1999) ist ein malaysischer Sprinter, der sich auf den 400-Meter-Lauf spezialisiert hat.

## Sportliche Laufbahn
Erste internationale Erfahrungen sammelte Luqmanul Hakim Khairul Akmal im Jahr 2018, als er bei den Juniorenasienmeisterschaften in Gifu mit der malaysischen 4-mal-400-Meter-Staffel in 3:09,60 min die Bronzemedaille gewann und mit der 4-mal-100-Meter-Staffel disqualifiziert wurde. Im Jahr darauf ging er bei den Südostasienspielen in Capas im Finale über 400 Meter nicht mehr an den Start und belegte mit der 4-mal-400-Meter-Staffel in 3:09,80 min den vierten Platz. 2025 kam er bei den Asienmeisterschaften in Gumi mit 48,77 s nicht über den Vorlauf über 400 Meter hinaus und belegte mit der Staffel in 3:14,55 min den siebten Platz.
2022 wurde Khairul Akmal malaysischer Meister im 400-Meter-Lauf.

## Persönliche Bestleistungen
- 400 Meter: 46,92 s, 31. März 2019 in Kuala Lumpur (malaysischer Rekord)